# بيل مكابي
بيل مكابي (بالإنجليزية: Bill McCabe)‏ هو لاعب كرة قاعدة أمريكي، ولد في 28 أكتوبر 1892 في شيكاغو في الولايات المتحدة، وتوفي بنفس المكان في 2 سبتمبر 1966.

## وصلات خارجية
- بيل مكابي على موقعبيزبول رفرنس.كوم (الدوري الرئيسي) (الإنجليزية)
- بيل مكابي على موقعبيزبول رفرنس.كوم (الدوري الثانوي) (الإنجليزية)